# Skigarden
Skigarden är en bergstopp i Antarktis. Den ligger i Östantarktis. Norge gör anspråk på området. Toppen på Skigarden är 2 086 meter över havet, eller 390 meter över den omgivande terrängen. Bredden vid basen är 1,3 km.
Terrängen runt Skigarden är varierad. Trakten är obefolkad. Det finns inga samhällen i närheten. 